# Битва за Мосул (2016—2017)
Наступление на Мосул — военная операция, проводившаяся с 24 марта 2016 года по 10 июля 2017 года армией правительства Ирака и его союзниками в мухафазе Найнава против ИГ. Главной целью операции являлось освобождение столицы Найнавы и второго по величине города Ирака Мосула. Битва за Мосул — важный и решающий этап в военной интервенции против ИГ. Это крупнейшее развёртывание иракских вооружённых сил со времён вторжения коалиционных сил в Ирак в 2003 году.
К 23 января 2017 года правительственные войска отбили у ИГ всю восточную часть города. 19 февраля 2017 года началось наступление на западную часть Мосула. К середине июля 2017 года последние очаги сопротивления ИГ в городе были подавлены, город перешёл под полный контроль правительственных сил.

## Предшествующие события
Мосул, второй по населению (1,5 миллиона) город Ирака, был взят ИГИЛ в июне 2014 года. Город, в основном населённый суннитами, был быстро захвачен боевиками благодаря недоверию населения новым шиитским властям Ирака. Именно в Соборной мечети Мосула лидер ИГИЛ Абу Бакр аль-Багдади провозгласил создание халифата, охватывающего Ирак и Сирию. Мосул остаётся последней цитаделью ИГ в Ираке, и ожидаемое наступление было преподнесено как «мать всех сражений».

## Силы сторон

### Силы коалиции
Численность задействованной в операции иракской армии насчитывала 85 тыс. солдат, однако, сюда входит также шиитское ополчение, а также иранские и хэзарейские добровольцы. Помимо иракской армии в наступлении принимает участие 60 тыс. курдского ополчения, а также менее значительные группировки местных ассирийских христиан и туркменов-суннитов (по 2 тыс. бойцов). Воздушное прикрытие наступления обеспечивали самолёты США, Великобритании, Франции, Германии, Ирака, ОАЭ и Турции. Несмотря на значительные силы (150 тыс. солдат), коалиция (англ. anti-Daesh coalition) потеряла своё единство, а эксперты сомневаются, что про-иранские, курдские, про-турецкие и про-американские силы смогут действовать заодно. Кроме того, речь часто идёт об «ополчении» (англ. militia, араб. لحشد‎: аль-хашд), то есть плохо вооружённых отрядах со слабой мотивацией и дисциплиной. По оценке немецких экспертов, штурмовая группировка вряд ли сможет превысить 30 тыс. бойцов.
Несмотря на присутствие коалиционных сил, премьер-министр Ирака Хайдер аль-Абади заявил, что только иракская армия и иракская государственная полиция войдут в сам город.
Эксперты полагают, что подавить сопротивление ИГ в Мосуле и провести зачистку города способна только армия США. Американское правительство направило в район Мосула части 101-й воздушно-десантной и 1-й пехотной дивизий. В Ирак была переброшена и 82-я воздушно-десантная дивизия.

### Силы ИГ
Относительно сил ИГ существовали противоречивые сведения. Число защитников Мосула оценивалось в 17 тысяч бойцов, при этом предполагалось, что ИГ способно мобилизовать всё население 1,5-миллионного суннитского города на оборону. Они обладали вооружениями, достаточными для трёх пехотных дивизий. Представитель регионального правительства Курдистана заявлял, что ИГ в Мосуле пользовалось большой поддержкой мирных жителей из числа суннитов.
Большой урон иракским силам наносили снайперы и смертники. Смертники на начинённых взрывчаткой автомобилях использовались в качестве ударных подразделений, а снайперы были в основном укомплектованы кадрами, получившими опыт в предыдущих битвах за Фаллуджу, Рамади Тикрит и в других боях. На вооружении у таких снайперских подразделений были как лёгкие, так и тяжёлые снайперские винтовки, что значительно замедляло продвижение бронетехники иракских сил.
Боевики ИГ использовали мирных жителей в качестве живого щита, а также задействовали большое количество заминированных автомобилей, из которых соорудили подобие баррикад. Также использовались «шахид-мобили» — загруженные взрывчаткой с поражающими элементами джипы с наваренными листами стали, управляемые смертниками и атакующие правительственные войска с фланга или с тыла. Кроме того, боевики ИГ использовали беспилотные летательные аппараты с видеокамерами для корректировки действий, перераспределения имеющихся ресурсов и обнаружения скопления вражеской техники и личного состава противника. По данным правительственных сил, боевики ИГ использовали катакомбы под городом в качестве укрытия.
По состоянию на 1 декабря 2016 года, ИГ применило против наступающих более 600 автомобилей, начинённых взрывчаткой. Некоторые автомобили со смертниками движутся к цели в сопровождении беспилотников, которые снимают видео для пропагандистских фильмов; также некоторые беспилотники сбрасывают небольшие бомбы. Это одно из самых массовых применений смертников в современной истории с момента атак камикадзе Японской империи; у ИГ есть много людей, желающих стать смертниками.
По словам представителя курдов, ИГ применило 17 автомобилей со смертниками, чтобы открыть дорогу Абу Бакру аль-Багдади для бегства из Мосула.

## Наступление 2016 года

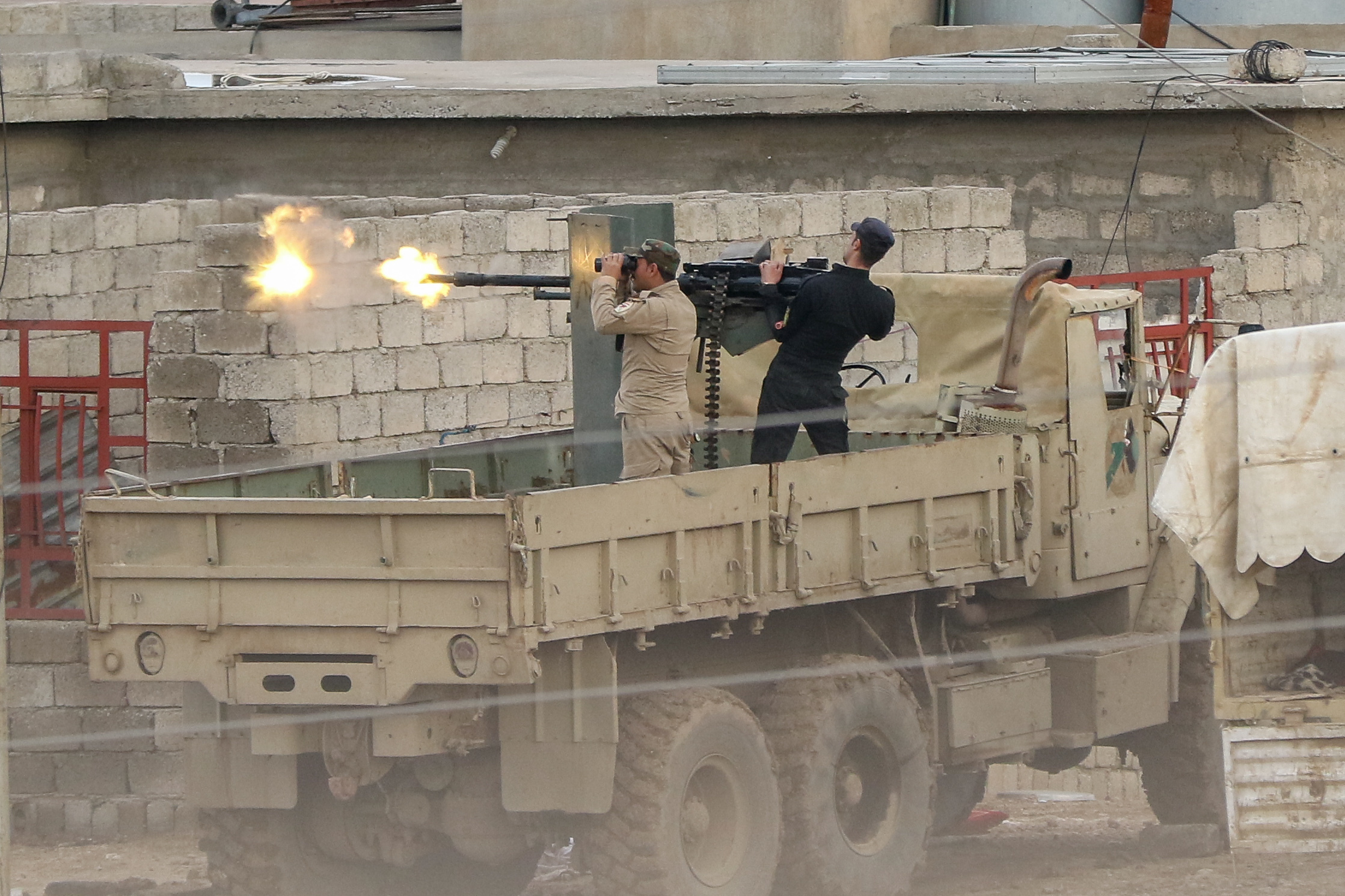
Иракская армия ведёт огонь по боевикам ИГ

Наступление началось 24 марта 2016 года возле города Махмура. Первой целью операции являлось освобождение расположенного к западу от Махмура города Кайяра (50 км от Мосула). При движении от Махмура к Кайяре армия Ирака заняла несколько деревень, которые ранее находились под контролем ИГ. В наступлении участвуют также подразделение Корпуса морской пехоты США, оказывающее армии Ирака артиллерийскую поддержку, и авиация международной коалиции.
4 июня курдские ополченцы остановились в 30-40 км к востоку от Мосула.
9 июля армия Ирака отбила расположенный рядом с городом Кайара стратегический военный аэропорт. Силы ИГ отступили к городу, взорвали кайарский мост и подожгли нефтяные скважины, чтобы создать препятствия для деятельности авиации.
Новое масштабное наступление началось рано утром 14 августа, курдским силам удалось выбить боевиков ИГ из семи деревень к юго-востоку от Мосула.
23 августа иракские силы начали наступление с целью полного освобождения города Кайяра. За два дня до начала операции министерство обороны Ирака призвало гражданское население города незамедлительно покинуть Кайяру. Наступление осуществлялось сухопутной армией Ирака, шиитским ополчением, ВВС Ирака и авиацией международной коалиции. 23 августа иракским силам удалось занять центр города. Сообщалось, что во время наступления военные уничтожили 23 заминированных автомобиля и десятки бойцов ИГ, в том числе командующего силами ИГ в Кайяре чеченца Абу Футухи.

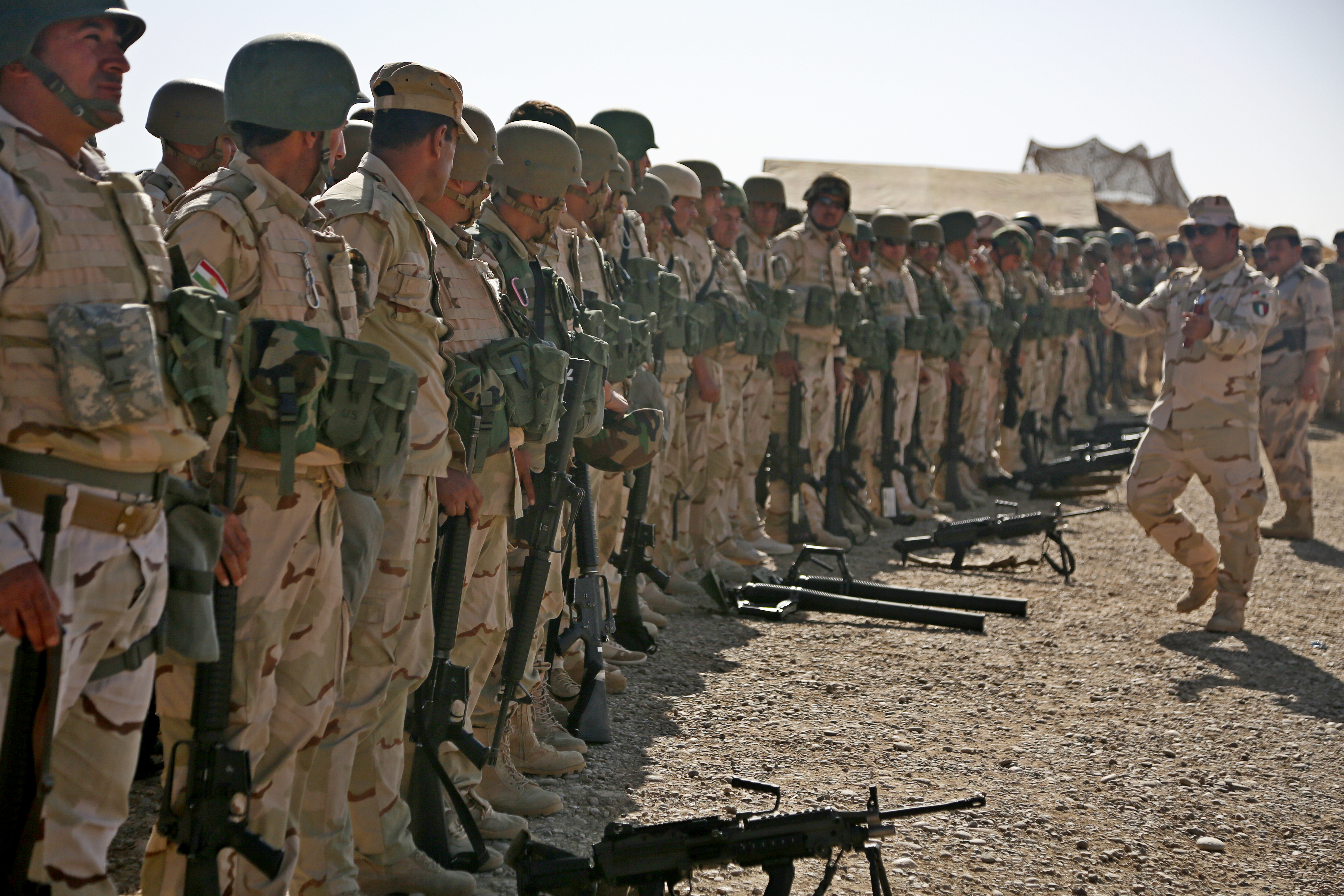
Итальянский инструктор в рядах Пешмерги

## Штурм Мосула (2016—2017)
В ночь на 17 октября 2016 года премьер-министр Ирака Хайдер Аль-Абади объявил о начале операции по освобождению Мосула, города, в котором лидер Исламского государства Абу Бакр аль-Багдади в 2014 году провозгласил образование «нового Халифата». В операции скоординировано участвуют как иракские силы безопасности, так и курдские формирования пешмерга при авиационной поддержке международной антитеррористической коалиции.
Несколько недель коалиция, возглавляемая США, бомбила цели, а иракская армия делала постепенные шаги в направлении города. За 72 часа до начала наступления «Тайфуны», «Торнадо» и беспилотники ВВС Великобритании были нацелены на ракетные установки, запасы боеприпасов, артиллерийские орудия и миномёты. Иракской армией над городом были разбросаны листовки с призывами к людям не помогать ИГ, когда начнётся сражение, и оставаться как можно дальше от позиций сил ИГ.
21 октября формирования ИГ контратаковали и напали на город Киркук в 140 км к востоку от Мосула. Им удалось занять 7 кварталов города, а также освободить заключённых из местной тюрьмы. По мнению экспертов, бойцы ИГ произвели отвлекающий манёвр, чтобы помешать войскам коалиции сосредоточиться вокруг Мосула. 22 октября власти Ирака объявили о том, что наступление ИГ на Киркук остановлено, а нападавшие либо убиты, либо совершили самоподрыв.

Линия фронта на конец ноября 2016 года

31 октября правительственные силы Ирака подошли на расстояние менее километра к Мосулу. Поступило сообщение от Reuters, что иракский спецназ вошёл в район Аль-Карама.
1 ноября иракские шиитские ополченцы заявили, что их отряды установили контроль над шоссе между Мосулом и сирийской Раккой, дорога была основным путём снабжения сил боевиков, удерживающих Мосул.
4 ноября британское агентство Reuters, со ссылкой на иракское командование, заявило об освобождении 6 восточных районов Мосула.
Прогнозы американских военных экспертов о взятии Мосула к 8 ноября не оправдались: по состоянию на 29 ноября Мосул оставался под контролем ИГ.
28 декабря российские СМИ со ссылкой на МИД Ирака сообщили о том, что иракская армия освободила большую часть Мосула (40 из 56 кварталов).
23 января 2017 года правительство Ирака заявило о том, что оно контролирует всю территорию восточного Мосула, то есть все районы города, находящиеся на левом берегу Тигра.

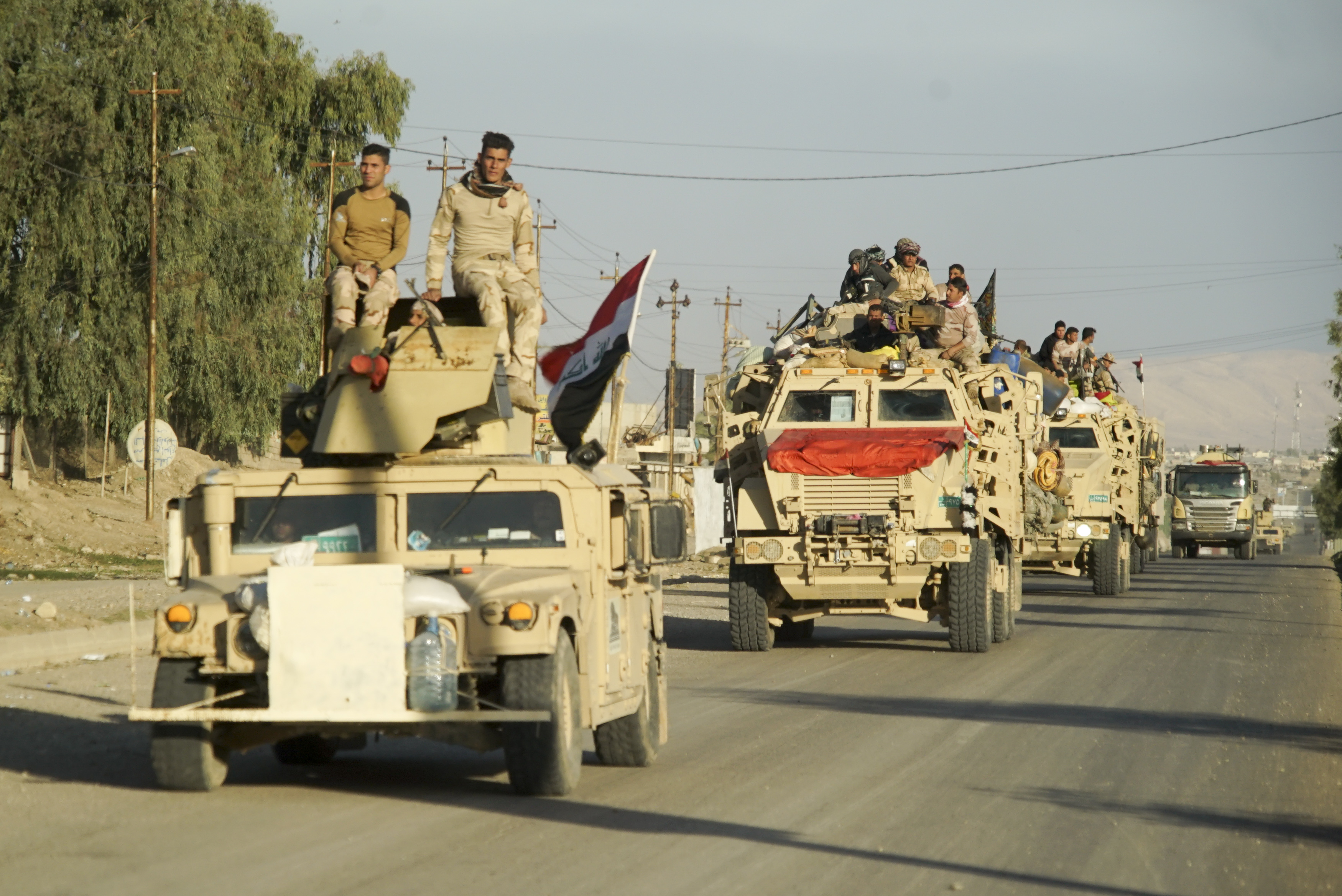
Колонна иракских войск в Мосуле, ноябрь 2016 года

19 февраля, после нескольких дней авиаударов по позициям ИГ, началось наступление на западную часть Мосула. В первые часы операции армии Ирака удалось занять две деревни к югу от аэропорта Мосула.
20 февраля Силы народной мобилизации заняли дорогу, соединяющую два крупных города — Мосул и Талль-Афар, находящихся под контролем ИГ. Наступление на Талль-Афар проводится с 29 октября 2016 года параллельно с операцией в Мосуле. Цель наступления заключалась в ликвидации проходящих через Талль-Афар каналов связи между Мосулом и сирийской Раккой.
23 февраля военные Ирака заняли аэропорт Мосула и военную базу Эль-Газлани, находящиеся на южных окраинах западного Мосула.
1 марта западный Мосул был полностью окружён войсками Ирака, после того как правительственные силы отбили у ИГ последнюю оставшуюся под его контролем дорогу из Мосула в сторону Сирии.
Июнь: последний оплот джихадистов, Старый город и прилегающие к нему три квартала, обороняют не более 400 боевиков (к 29 июня — менее 200), по информации Багдада. Командование иракских вооружённых сил планирует завершить взятие Старого города в кратчайшие сроки (к 29 числу — знаковой дате — дню провозглашению Халифата).
29 июня 2017 года военное ведомство Ирака объявило о полном взятии Мосула у боевиков Исламского государства. Однако по состоянию на 8 июля бои в Старом городе продолжались.
10 июля 2017 года премьер-министр Ирака Хайдер Аль-Абади объявил о полном освобождении Мосула от ИГ, а также лично прибыл в город, где и поздравил военных с победой. Ряд западных политиков поздравил руководство и народ Ирака с освобождением Мосула. Город был взят под контроль правительственных войск и фактически операция по его освобождению завершена.
13 июля 2017 года политолог НИУ ВШЭ Дмитрий Евстафьев заявил, что «никакого окончательного захвата Мосула нет, но продолжать операцию официально становится просто неприличным». По его словам, значительная часть подразделений ИГ была выпущена из города в Сирию, однако, вероятно, они ушли на иракско-иорданскую границу.

15 июля 2017 года иракское правительство провело в Багдаде военный парад, посвящённый освобождению Мосула.

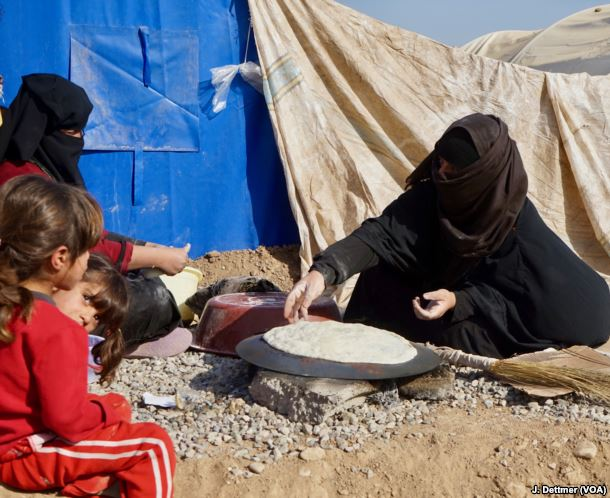
Суннитские жители Мосула, мирные беженцы

В июле 2017 года министр в иракском правительстве Хошияр Зебари, ссылаясь на данные курдской разведки, заявил, что в городе остаются бойцы ИГ, которые свободно передвигаются и освобождаются за взятки от ареста из-за высокого уровня коррупции среди иракских вооружённых сил. За 1000 долларов человек может пройти через военный контрольно-пропускной пункт, а за 1500 — проехать на автомобиле. По его словам, есть вероятность, что ИГ вывезло и спрятало большую часть вооружения и снаряжения в пустынях Западного Ирака и восточной Сирии.
По мнению российских военных специалистов, полугодичный штурм Мосула показал неготовность ни иракской армии, ни американского командования к противостоянию значительно уступающим в численности силам террористов в городских условиях. По многочисленным признакам возможно, что изначально штурмующие надеялись на выдавливание обороняющих Мосул боевиков в Сирию и только после провала таких надежд перешли к активным боевым действиям по овладению Мосулом, строя свою тактику на подавлении противника огневой мощью и не считаясь с массовой гибелью мирного населения.

## Военные преступления

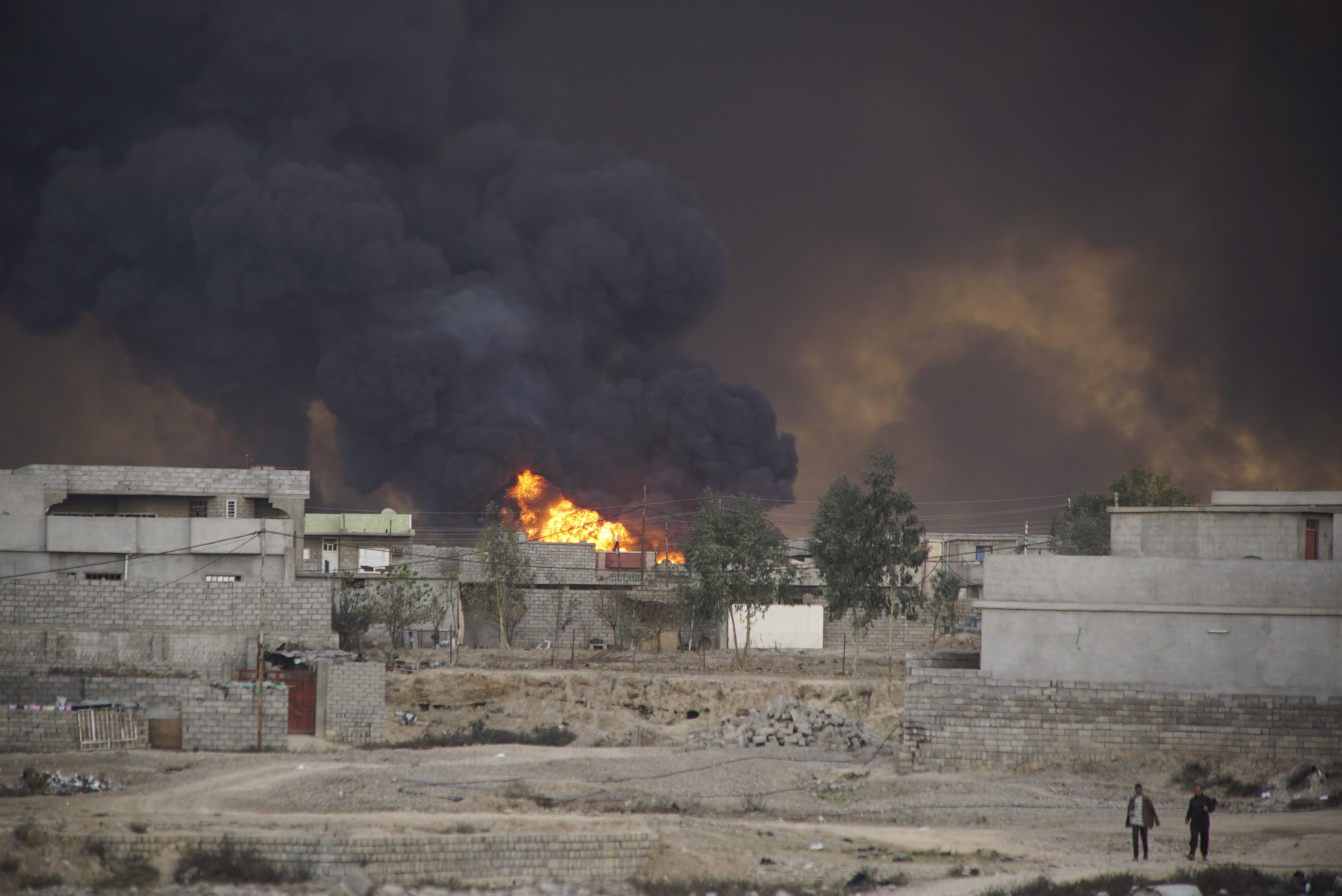
Иракские беженцы спешат покинуть Мосул (ноябрь 2016 года)

Amnesty International выпустила отчёт о пытках и казнях мирных жителей со стороны военных и военизированных формирований Ирака, противостоящих ИГ. Отчёт опубликован на основании данных, полученных от 470 пострадавших человек, а также их родственников, свидетелей, чиновников и гуманитарных активистов. Human Rights Watch отметило жестокое обращение шиитского ополчения по отношению к мирным жителям. В интервью Аль-Джазире во время штурма Фаллуджи в июне 2016 года потерпевшие аналогично отмечали пытки со стороны ополченцев. Также появлялись новости о пытках и казнях иракскими военными пленных, подозреваемых в причастности к ИГ.
По свидетельству одного из местных жителей на июнь 2017 года: в результате бомбардировок в Мосуле «все мосты через Тигр разрушены, 5-этажный медицинский центр снесен, аэропорт стал кучей щебня. Большая часть инфраструктуры города, включая водоснабжение и энергоснабжение, перестали функционировать, университет взорван, тысячи домов не пригодны для жилья и, конечно, никто не считает погибших мирных жителей».

## Гибель мирных жителей
В марте 2017 года авиация США нанесла мощный авиаудар по западному пригороду Мосула, в результате которого погибли сотни мирных жителей.
В июле 2017 года министр в иракском правительстве Хошияр Зебари, ссылаясь на данные курдской разведки, заявил, что, в результате действий обеих сторон, при штурме Мосула погибло более 40 тысяч мирных жителей, а обстрелы и авиаудары вызвали катастрофические разрушения на западе города.
В сентябре 2017 года турецким информагентством Анадолу была опубликована информация о том что, в Мосуле из-под завалов извлечены тела 2650 погибших мирных жителей.

## Оценки
Журналист Газета.ру Александр Рыбин, побывавший в Мосуле, считает, что «бессмысленно» обвинять бойцов ИГ в том, что они «прикрываются» мирными жителями. По его мнению, ИГ не смогло бы удержать такую массу населения от бегства, также суннитов вполне устраивает жизнь под властью ИГ. Он полагает, что массированные удары по районам с гражданским населением вызваны непрофессионализмом правительственных войск (преимущественно шиитов), которых готовили американские оккупационные силы, изначально для подавления гражданского неповиновения.
Представитель Amnesty International заявила, что «войска коалиции во главе с США, используют тактику тотального уничтожения зданий, не считаясь с жертвами среди мирного населения». По её словам, «тяжёлые потери» мирного населения заставляют предположить, что коалиция «вопиюще нарушает» нормы международного гуманитарного права. По её мнению, подобные «несоразмерные и неизбирательные нападения» могут быть приравнены к военным преступлениям.